# Mario Zanin
Mario Zanin (* Sarano di Santa Lucia, 3 de julio de 1940). Fue un ciclista italiano, profesional entre 1965 y 1968 cuyos mayores éxitos deportivos lo logró en la Vuelta a España donde en la edición de 1966 obtuvo 1 victoria de etapa y en los Juegos Olímpicos de 1964 donde se proclamó campeón olímpico en la prueba de ciclismo en ruta.

## Palmarés
1963
- Giro del Belvedere

1964
- Campeón olímpico de ciclismo en ruta

1966
- 1 etapa en la Vuelta a España